# Elke Thomas
Elke Wiebke Mathilde Thomas, geborene Elke Jöns (* 25. Februar 1935 in Erfde; † 12. Juni 2014 in Hamburg) war eine deutsche CDU-Politikerin.

## Leben
Elke Thomas war Kirchenmusikerin (Organistin). Sie war verheiratet und hatte zwei Kinder sowie vier Enkelkinder. 
Sie trat 1982 in die CDU ein und war vom 8. Oktober 1997 bis 2011 Mitglied der Hamburgischen Bürgerschaft. Dort war sie im Kulturausschuss, Eingabenausschuss und Innenausschuss tätig. Seit dem 17. März 2004 war sie Schriftführerin im Präsidium der Bürgerschaft. Ihre Schwerpunkte in der parlamentarischen Arbeit waren Fragen zur Hamburger Feuerwehr (Schwerpunkt Freiwillige Feuerwehr) und zur Aussiedlerpolitik.